# Ciobănesc Românesc Mioritic
Der Ciobănesc Românesc Mioritic ist eine von der FCI anerkannte Hunderasse aus Rumänien (Gruppe 1, Sektion 1, Standard 349), die zu den rumänischen Hirtenhunden gehört.

## Herkunft und Geschichtliches
Ciobănesc Românesc bedeutet übersetzt rumänischer Hirtenhund. Die Rasse wurde aus einer Naturrasse aus den Karpaten gezüchtet, wobei die Verwendung als Gebrauchshund im Vordergrund stand. Der Standard wurde 1981 vom rumänischen kynologischen Dachverband festgelegt und 2005 von der FCI mit der Nummer 349 vorläufig anerkannt, 2015 erfolgte die Anerkennung.

## Beschreibung
Der Ciobănesc Românesc Mioritic ist ein großer, aber nicht schwerer, dabei kraftvoller und mächtiger Hund, der am ganzen Körper sowie an Kopf und Gliedmaßen lang behaart ist. Die Farben sind gescheckt (Grundfarbe weiß mit schwarzen oder braunen Flecken), einfarbig weiß oder einfarbig grau.
Rüden sollen wesentlich größer und kräftiger als Hündinnen sein. Der Kopf ist mäßig breit, mit leicht gewölbtem Schädel und gut ausgeprägtem Hinterhaupt. Die Schnauze ist etwas kürzer als der Kopf, nicht spitz, mit anliegenden Lefzen und mächtigen Kiefern. Die Augen sind mittelgroß, schräg stehend, braun, mit ruhigem und intelligentem Ausdruck. Die Ohren sind ziemlich hoch angesetzt, V-förmig, an der Spitze abgerundet und etwa 10 bis 15 cm lang.

## Wesen
Die Rasse wird als ruhig und ausgeglichen beschrieben. Als Herdenschutzhund ist der Mioritic mutig und effizient bei der Abwehr von Raubtieren wie Bären, Wölfen oder Luchsen. Fremden gegenüber ist er misstrauisch. Die Rasse ist als Familienhund nur sehr bedingt geeignet.